# Synedoida petricola
Synedoida petricola är en fjärilsart som beskrevs av Walker 1858. Synedoida petricola ingår i släktet Synedoida och familjen nattflyn. Inga underarter finns listade i Catalogue of Life.